# Levéltelen koboldmoha
Magyarországon két Buxbaumia faj él, mindkettő élőhelye nedvesebb, hűvösebb erdőkben van (korhadékon, talajon nőnek), a gyakoribb faj a Buxbaumia aphylla.

## Megjelenése
A Buxbaumiákra jellemzően a B. aphylla is csak akkor látható meg szabad szemmel mikor már a sporofiton fejlődik, a gametofiton mikroszkopikus méretű. Leggyakrabban csoportosan fordul elő, a spóratoknyél (seta) 1-2 cm hosszú, felülete bibircses. A tok ferdén áll, összenyomott tojás alakú, teteje barna lapos, széles, a peremén vörös szegély fut körbe. Alsó oldala íveltebb, vöröses barna. Érett állapotban megfigyelhető rajta a szakadozott fátyol (indusium), az epidermisz külső rétegének maradványa. Hozzá nagyon hasonló faj a zöld koboldmoha, de az sokkal ritkább, védett faj. A spóratok alakja és annak pereme alapján különböztethető meg a két faj. A zöld koboldmohának a spóratokján nincs vörös színű szegély.

## Elterjedése
A világon szélesen elterjedt, megtalálható egész Európában, Kaukázusban, Észak-Ázsiában, Japánban, Észak-Amerikában és Ausztráliában. Magyarországon a középhegységekben fordul elő, de nem gyakori. Az országos moha vörös listán sebezhető (VU) besorolást kapott.

## Termőhelye
Erdei faj. Humuszban gazdag savanyú talajon, korhadó fákon él.

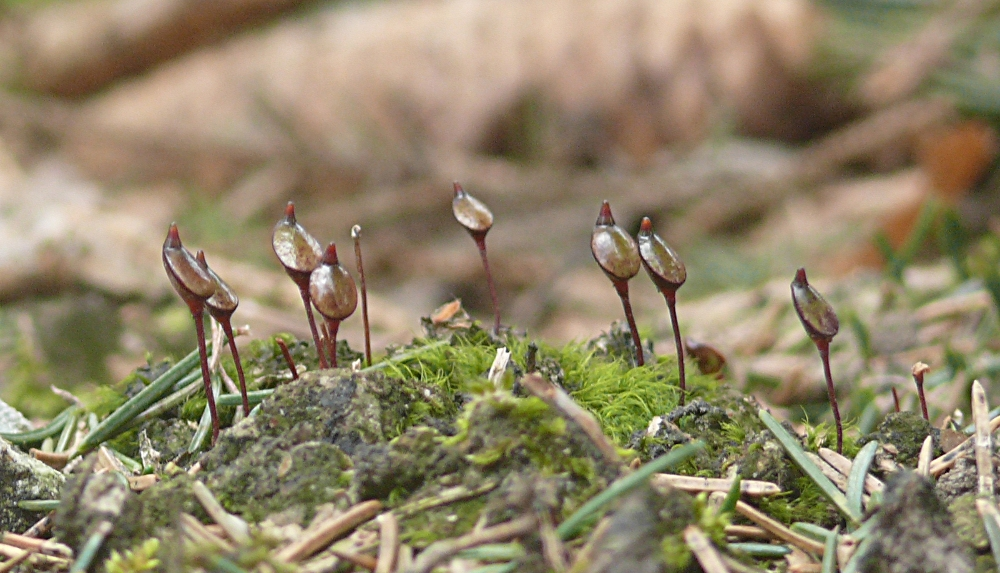
Erdei savanyú talajon is megtalálható ez a moha
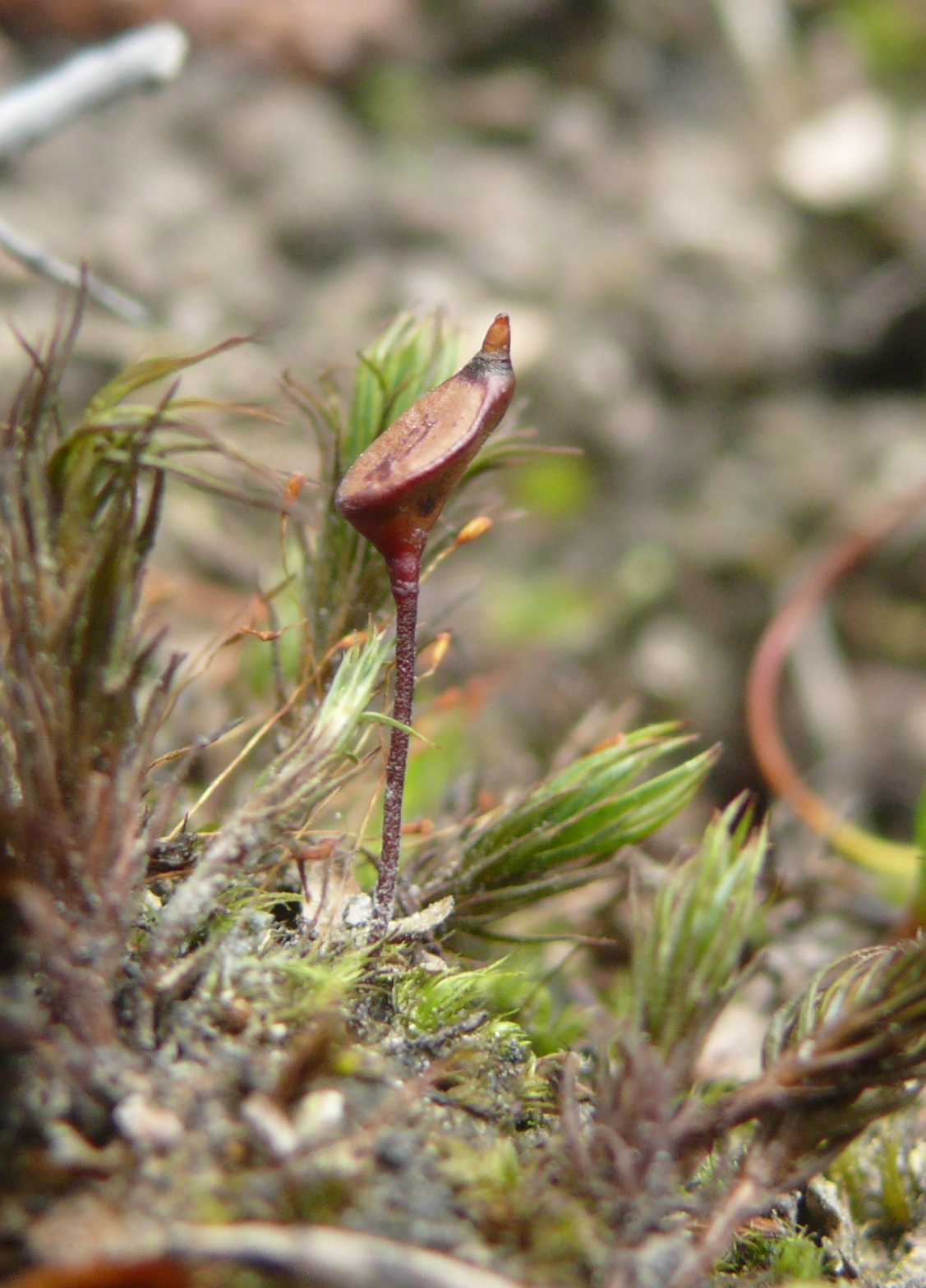
Érett spóratok
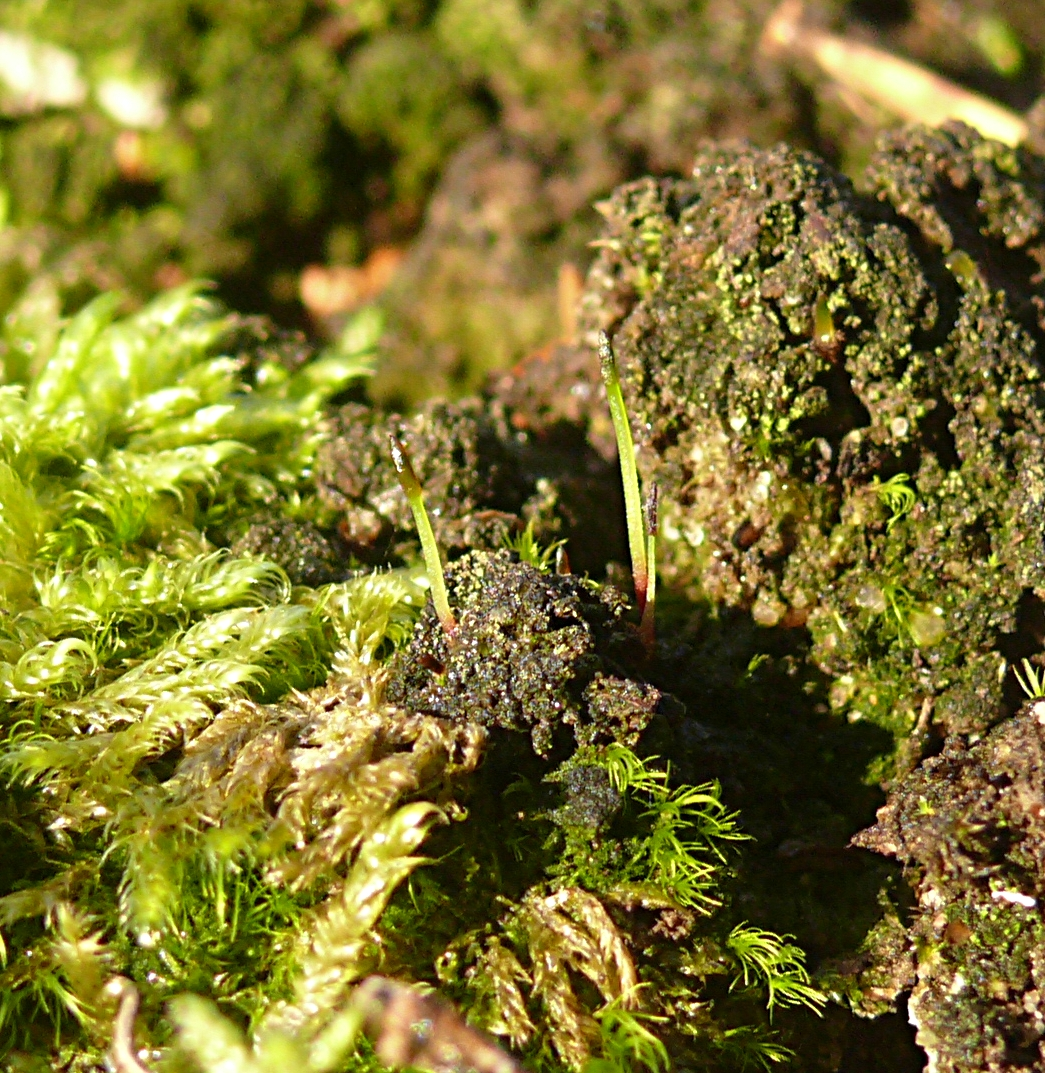
Fiatal, fejlődő spóratokok